# Heptafluoruro de yodo

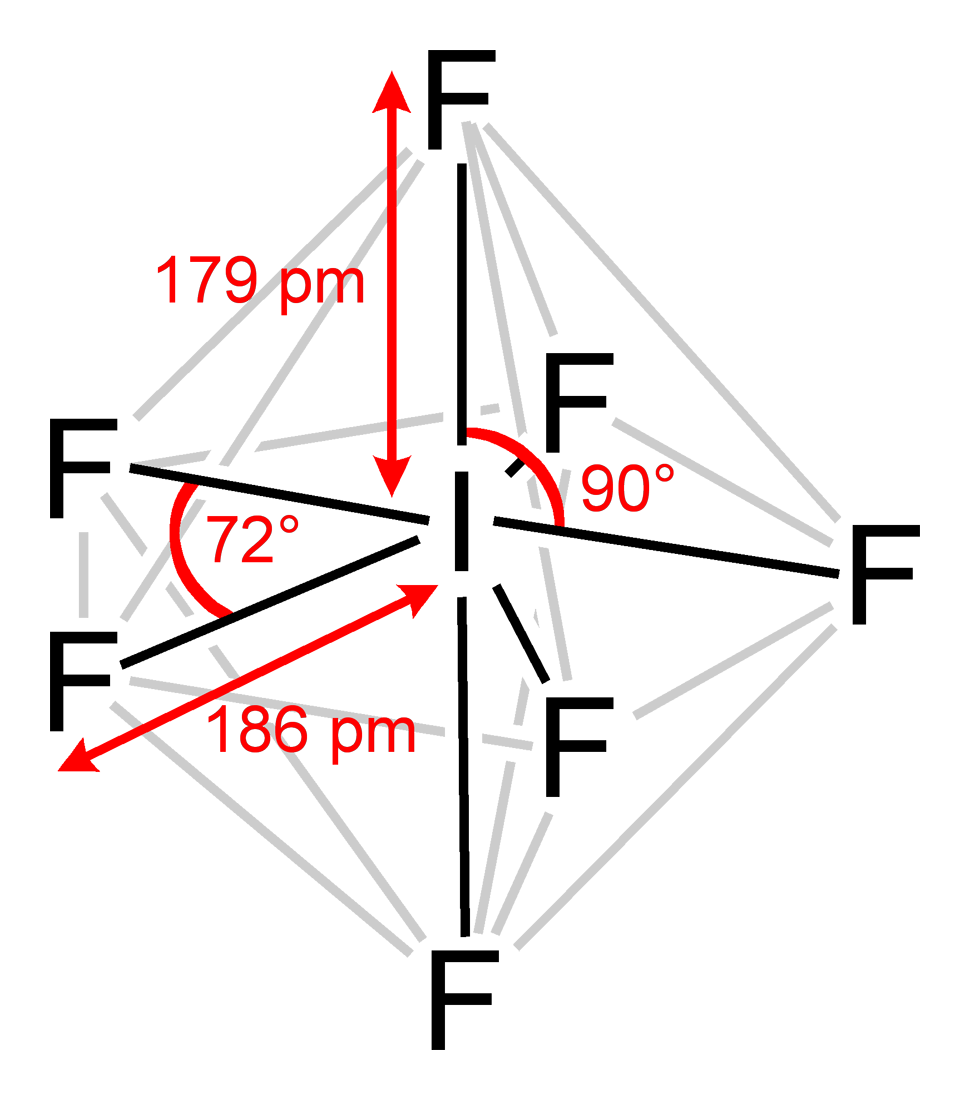
Heptafluoruro de yodo

El heptafluoruro de yodo, fluoruro de yodo (VII) o fluoruro peryódico es un compuesto interhalogenado formado por iones de yodo y fluoruro Su fórmula química es {\displaystyle {\ce {IF7}}}. El yodo se encuentra en su estado de oxidación +7.

## Propiedades
Es un gas incoloro con un olor mohoso y apestoso. Su punto de fusión es de 4,5 °C (40,1 °F) y su punto de ebullición es de 4,77 °C (40,59 °F). Esto significa que tiene un rango de líquido muy estrecho. Es un poderoso agente oxidante. Es muy irritante para la piel. Puede causar la muerte

## Preparación
Se fabrica reaccionando el pentafluoruro de yodo con gas flúor. De esta forma se da la siguiente reacción de adición oxidante:
F2 + IF5 → IF7